# Крюгер (Міссісіпі)
Крюгер (англ. Cruger) — місто (англ. town) в США, в окрузі Голмс штату Міссісіпі. Населення — 268 осіб (2020).

## Географія
Крюгер розташований за координатами 33°19′23″ пн. ш. 90°14′8″ зх. д. / 33.32306° пн. ш. 90.23556° зх. д. (33.322998, -90.235522).  За даними Бюро перепису населення США в 2010 році місто мало площу 2,50 км², уся площа — суходіл.

## Демографія
Згідно з переписом 2010 року, у місті мешкало 386 осіб у 147 домогосподарствах у складі 99 родин. Густота населення становила 155 осіб/км².  Було 160 помешкань (64/км²).
Расовий склад населення:
| - 85,2 % — чорних або афроамериканців - 14,2 % — білих - 0,5 % — азіатів |

До двох чи більше рас належало 0,0 %. Частка іспаномовних становила 0,5 % від усіх жителів.
За віковим діапазоном населення розподілялося таким чином: 29,0 % — особи молодші 18 років, 58,3 % — особи у віці 18—64 років, 12,7 % — особи у віці 65 років та старші. Медіана віку мешканця становила 40,0 року. На 100 осіб жіночої статі у місті припадало 91,1 чоловіків;  на 100 жінок у віці від 18 років та старших — 89,0 чоловіків також старших 18 років.
Середній дохід на одне домашнє господарство  становив 36 665 доларів США (медіана — 18 125), а середній дохід на одну сім'ю — 49 833 долари (медіана — 23 214). За межею бідності перебувало 42,3 % осіб, у тому числі 47,0 % дітей у віці до 18 років та 37,2 % осіб у віці 65 років та старших.
Цивільне працевлаштоване населення становило 102 особи. Основні галузі зайнятості: освіта, охорона здоров'я та соціальна допомога — 38,2 %, виробництво — 15,7 %, роздрібна торгівля — 11,8 %, сільське господарство, лісництво, риболовля — 10,8 %.